# ماشغيري (قلعة خواجة)
ماشغيري (بالفارسية: ماشگیری) هي منطقة سكنية تقع في إيران في قسم قلعة خواجة الريفي. يقدر عدد سكانها بـ 136 نسمة بحسب إحصاء 2016.